# Октябрьский проезд (Москва)
Октя́брьский прое́зд — бывшый  Огородный переулок переходящий в Тузов проезд в Москве в районе Марьина Роща Северо-восточного административного округа, между Октябрьской улицей и улицей Советской Армии, До сих пор указывается на некоторых картах. Назван по соседней Октябрьской улице. Располагался недалеко от станции метро «Достоевская». Протяжённость — 200 м.

## Расположение
Октябрьский проезд начинался от Октябрьской улицы напротив Октябрьского переулка, проходил на северо-восток до улицы Советской Армии, далее переходил в Октябрьский тупик.